# منطقه تجاری

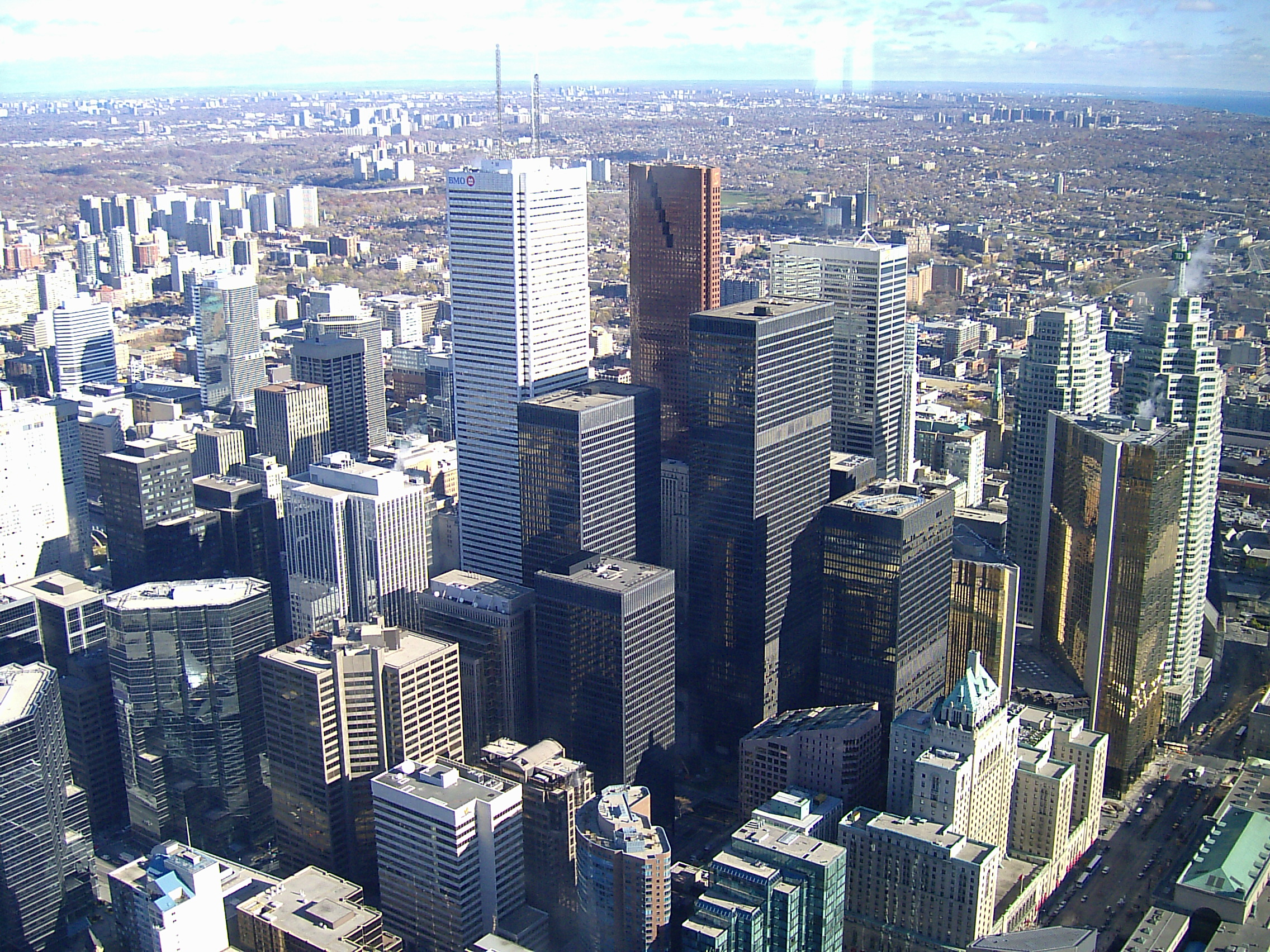
تورنتو

مناطق تجاری (به انگلیسی :Commercial area)، در یک شهر، مناطق، نواحی یا محله‌هایی هستند که عمدتاً از ساختمان‌های تجاری تشکیل شده‌اند. (مانند مراکز خرید، بازارها و…). منطقه تجاری شامل املاک و مستغلاتی است که برای استفاده توسط کسب‌وکارها و بنگاه‌های انتفاعی مانند مجتمع‌های تجاری و اداری، مراکز خرید، ایستگاه‌های خدمات و رستوران‌ها اختصاص داده شده است.

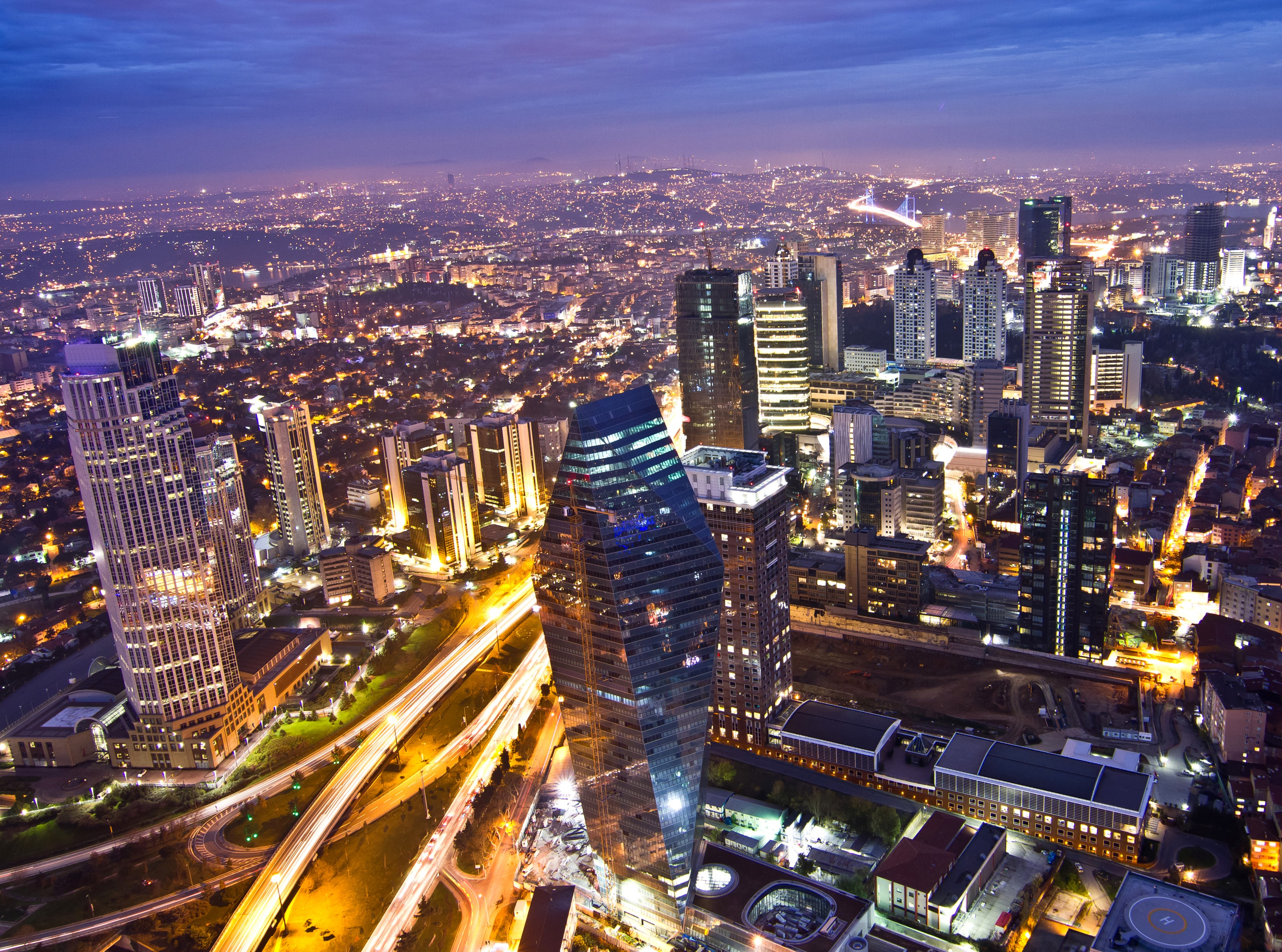
یک منطقه تجاری در استانبول

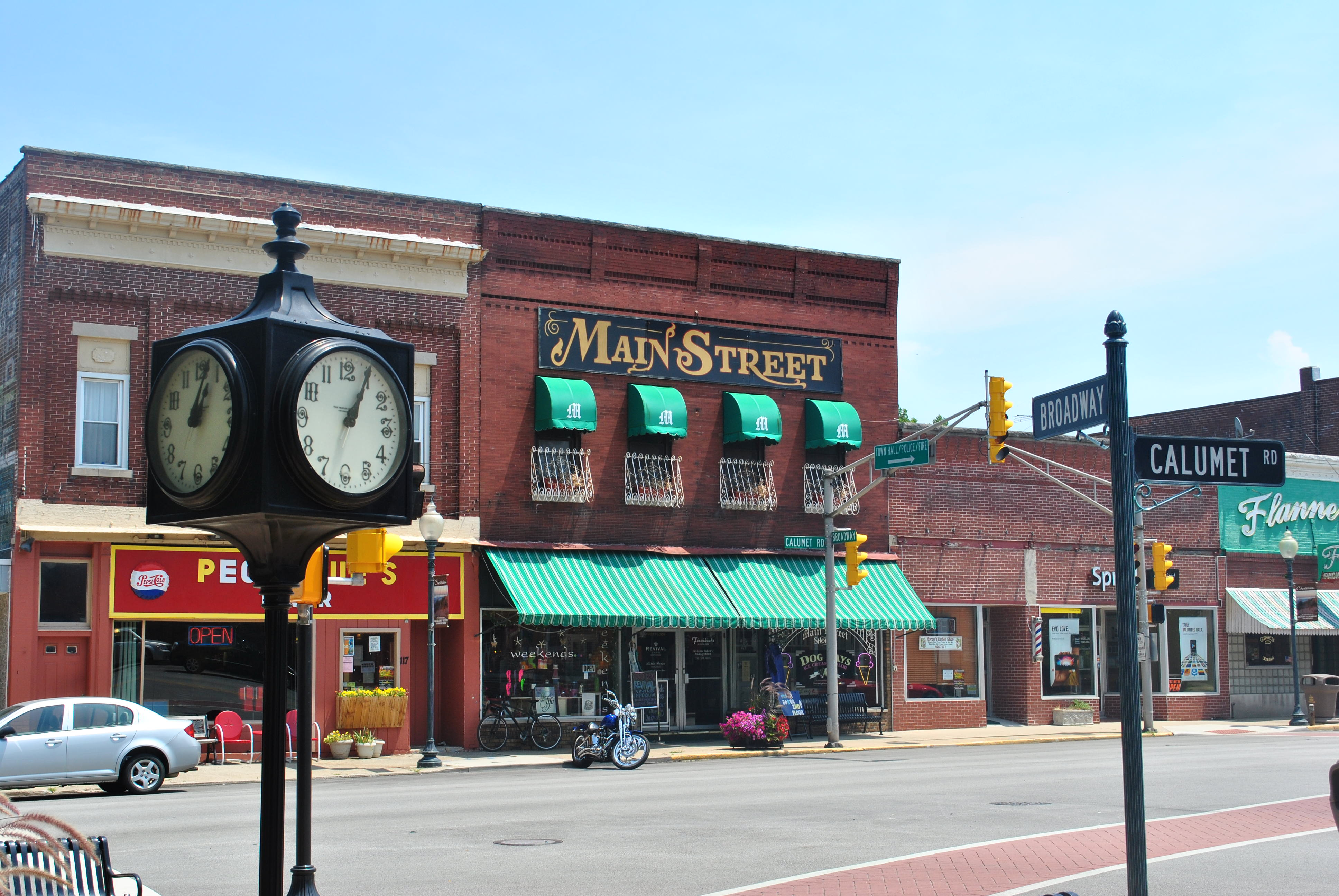
چسترتون، ایندیانا

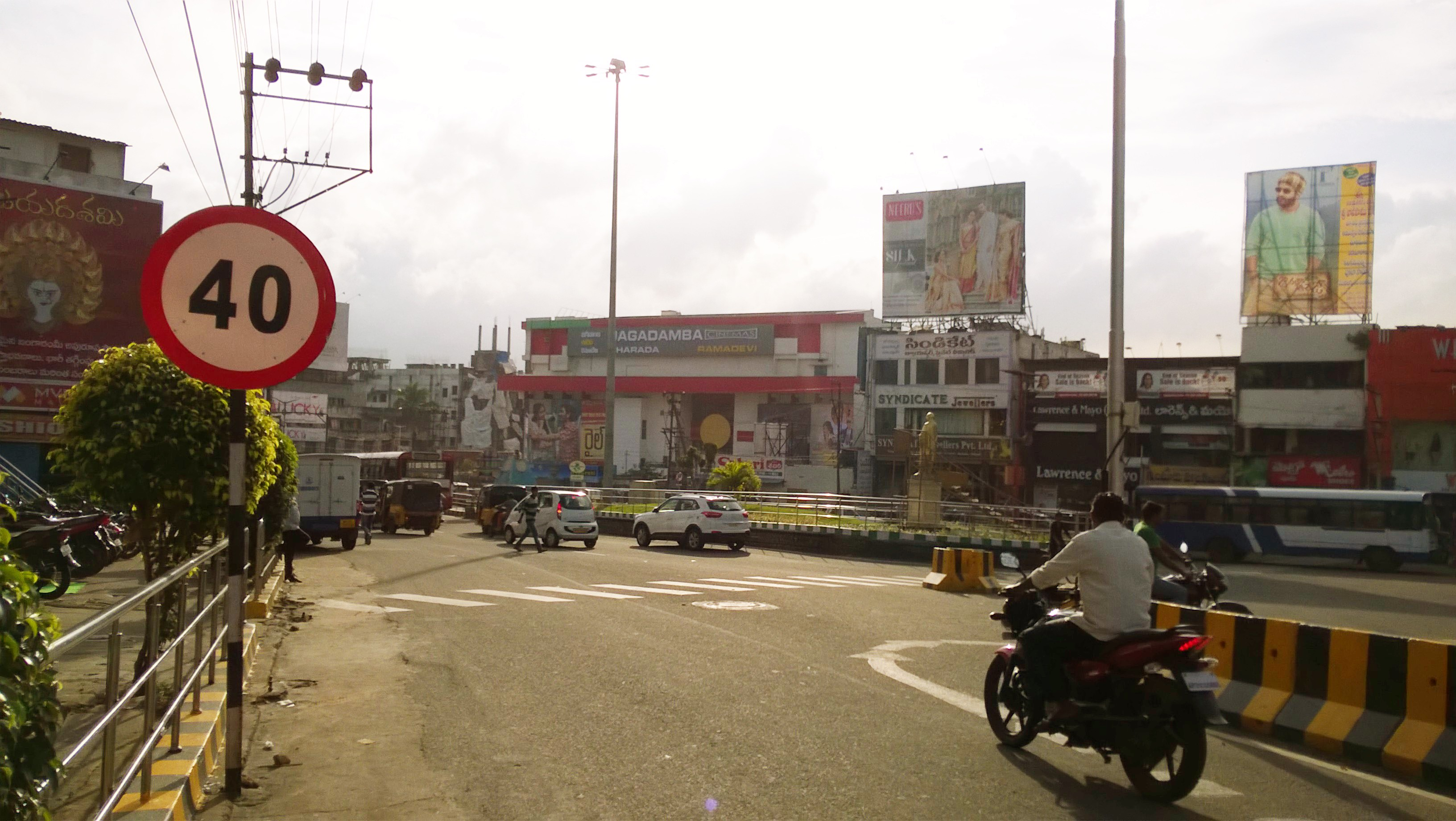
منطقه تجاری ویساخاپاتنام

فعالیت‌های تجاری در داخل شهرها شامل معامله کالاها و خدمات در بنگاه‌های بازرگانی، خرید و فروش عمده، امور مالی و طیف گسترده‌ای از فعالیت‌ها است که به‌طور گسترده تحت عنوان «بازرگانی» دسته‌بندی می‌شوند. در حالی که فعالیت‌های بازرگانی معمولاً بخش نسبتاً کمی از منطقه را اشغال می‌کنند، برای اقتصاد جامعه بسیار مهم هستند. آنها اشتغال را فراهم می‌کنند، گردش پول را تسهیل می‌کنند و اغلب نقش‌های مهم دیگری را برای جامعه ایفا می‌کنند.
چند نمونه از ساختمان‌های تجاری عبارتند از:
دفاتر و شعب شرکت‌ها
-داروخانه ها-
رستوران ها-
مغازه‌ها
-مراکز خرید-
فروشگاه ها-
انبارها-
پمپ بنزین
-فروشگاه
-هتل‌ها
-سینماها
-سالن‌های سرپوشیده-
سالن اجتماعات-
بانک‌ها
-فروشگاه‌های زنجیره ای